# Mbarek Boussadia
 (mai 2021).
Mbarek Boussadia (en arabe : مبارك بوسعدية) est un footballeur international algérien né le 29 janvier 1949 à Alger. Il évoluait au poste d'avant centre.

## Biographie

### En club
Il évoluait en première division algérienne avec le club du CR Belouizdad après avoir été en France ou il a joué en faveur de l'AS Monaco ou il a réussi a accéder en Ligue 1 en 1970-71.

### En équipe nationale
Il reçoit une seule sélection en équipe d'Algérie en 1972, en inscrivant un but. Son seul match a eu lieu le 15 mars 1972 contre le Malte (victoire 1-0).

## Palmarès
| CR Belouizdad - Coupe d'Algérie (1) : - Vainqueur : 1977-78. - Coupe du Maghreb des clubs champions (1) : - Vainqueur : 1971-72. - Finaliste : 1972-73. |  | AS Monaco - Championnat de France D2 : - Vice-champion : 1970-71. |